# Ожехово (Західнопоморське воєводство)
Ожехово (пол. Orzechowo, нім. Düsterbeck) — село в Польщі, у гміні Новоґард Голеньовського повіту Західнопоморського воєводства.
Населення — 154 особи (2011).
У 1975-1998 роках село належало до Щецинського воєводства.

## Демографія
Демографічна структура станом на 31 березня 2011 року:
|          | Загалом | Допрацездатний вік | Працездатний вік | Постпрацездатний вік |
| -------- | ------- | ------------------ | ---------------- | -------------------- |
| Чоловіки | 73      | 17                 | 50               | 6                    |
| Жінки    | 81      | 17                 | 52               | 12                   |
| Разом    | 154     | 34                 | 102              | 18                   |